# Commission de réglementation de l'énergie nucléaire
Pour les autres articles nationaux ou selon les autres juridictions, voir autorité de sûreté nucléaire (homonymie).
La Commission de réglementation de l'énergie nucléaire (原子力規制委員会, Genshiryoku kisei iinkai), parfois traduite dans les médias par « Autorité de régulation nucléaire » ou « NRA » (Nuclear Regulation Authority) selon la dénomination officielle en anglais est l’autorité de sûreté nucléaire du Japon, une agence externe posée sous la tutelle du ministère japonais de l'Environnement (MOE). La NRA est chargée de rénover la réglementation des activités nucléaires et de contrôler l'application de cette dernière dans le but de protéger la population et l'environnement.

## Contexte de fondation
Elle a été fondée à la suite de l'accident nucléaire de Fukushima et des nombreuses critiques tenues à l'encontre de l'ancienne Agence japonaise de sûreté nucléaire (NISA) dans la gestion de la sûreté des réacteurs nucléaires japonais, dont l'affiliation au ministère de l'Économie, du Commerce et de l'Industrie (METI), ministère qui assurait par ailleurs un rôle de promotion du nucléaire civil, laissait peser un doute quant à l'indépendance effective de contrôle de l'agence. 
Cette crainte concernant l'impartialité se retrouve notamment dans les conclusions du rapport d'enquête parlementaire sur l'accident de Fukushima, du rapport de la commission consultative sur la réforme du système japonais de sûreté nucléaire, et enfin à l'article 1 de la loi de fondation de la NRA (loi no 47 du 27 juin 2012).

## Organisation
Comme toute agence extérieure à un ministère (外局, gaikyoku), la NRA se divise en un conseil d'administration et un bureau chargé de la mise en place de sa politique. À l'instar du collège de l'ASN française, le conseil d'administration comprend cinq membres nommés en raison de leurs compétences reconnues en matière d'énergie nucléaire et/ou de radioprotection. Il est composé des personnalités suivantes :
- Shun'ichi Tanaka (ja), président, ingénieur nucléaire, ancien membre de l'Institut de recherche sur l'énergie atomique et ancien président de la Société japonaise de l'énergie atomique
- Nihiko Shimazaki (ja), sismologue, professeur à l'Université de Tokyo et président de la Société japonaise de sismologie
- Toyoshi Fuketa (ja), ingénieur nucléaire, ancien chef de service à l'Agence japonaise de l'énergie atomique
- Kayoko Nakamura (ja), radiologue, chargée de cours à l'Université Keiō
- Kenzo Ōshima (ja), diplomate, ancien représentant permanent du Japon auprès des Nations Unies.

Les membres du conseil d'administration exercent leur mission en toute indépendance, c'est-à-dire sans recevoir d'ordres ou d'instructions de la part du gouvernement. Ils sont nommés par le Premier ministre après accord des deux Chambres parlementaires et contreseing de l'empereur. Contrairement aux commissaires de l'ASN cependant, leur mandat est renouvelable. Ils peuvent également exercer une activité rémunérée aux côtés de leurs fonctions après accord explicite du Premier ministre. Cependant, leurs obligations statutaires leur interdisent la possession d'intérêts matériels en provenance de parties prenantes de l'industrie nucléaire, dont une liste thématique est adjointe à la loi de fondation de l'autorité.
Sont posés sous l'autorité directe du conseil d'administration trois comités consultatifs, dont les membres sont nommés pour un mandat renouvelable de deux ans, afin d'éclaircir ce dernier sur les aspects techniques de sa mission. Cette fonction est complétée par les activités de trois agences administratives indépendantes (独立行政法人, dokuritsu gyōsei hôjin) placées sous la juridiction ou la co-juridiction de la NRA et d'autres ministères, tels que l'Organisation japonaise de sûreté nucléaire (JNES), l'Agence japonaise de l'énergie atomique et l'Institut national des sciences radiologiques (NIRS), sur lesquelles la NRA exerce une fonction de surveillance à travers une Commission d'évaluation des agences administratives indépendantes (独立行政法人評価委員会, Dokuritsu gyōsei hōjin hyōka iinkai) placée sous son autorité[réf. nécessaire].
L'autorité comprend 1103 fonctionnaires dans ses propres bureaux, contre 3 286 auprès du ministère de l'Environnement[réf. nécessaire].

## Mission
La mission fondamentale de la NRA est de protéger le public et l'environnement grâce à une réglementation rigoureuse et fiable des activités nucléaires en appliquant les principes suivants (leçons tirées de l'accident nucléaire de Fukushima) :
- prise de décision indépendante des pressions extérieures ;
- efficacité des actions ;
- organisation ouverte et transparente ;
- engagement et amélioration continue ;
- réponse rapide aux situations d'urgence.

En avril 2019, la NRA a menacé d'imposer la fermeture des réacteurs n'ayant pas encore été mis en conformité face aux risques terroristes (dans le cadre des mesures de sécurisation nucléaire post-Fukushima en 2011). Plusieurs réacteurs ont redémarré (mi-2019, 16 réacteurs sont encore en attente d'autorisation de redémarrage et 9 fonctionnent, mais avec conditions, dont mettre aux normes les installations dans les 5 ans et mettre en place des centres de contrôle et de secours .